# Johann Rudolf Tschiffeli
Johann Rudolf Tschiffeli (16 de diciembre de 1716 - 15  de enero de 1780) fue un agrónomo suizo quién fundó la Sociedad Económica de Berna en 1758. Fue un mercader rico, economista y abogado.
Tschiffeli nació en Berna en 1716, en una familia patricia. Gastó mucho de su juventud en Rheineck. Su padre, Johann también nombrado Rudolpf Tschiffeli (1688 - 1747) fue al principio el Secretario General del Cantón de St. Gallen Y desde 1734 en el Landvogt de Berna, cuándo la familia se mudó a Wangen un der Aare. Después de la muerte de sus padres, Tschiffeli tomó sobre si el cuidado de sus cuatro hermanos más jóvenes, y de su casa propia. En 1755 deviene empleado en el tribunal de registro civil, significándole ingresos firmes. Ocupa ese puesto hasta su muerte.
En 1758, Tschiffeli formó la Sociedad Económica ("Ökonomischen Gesellschaft"), el cual era influyente allende las fronteras suizas. Albrecht von Haller fue en ese entonces secretario y luego presidente de él, y en su historia tuvo contacto con personas como Carlos Linneo, Voltaire, Victor de Riqueti, marqués de Mirabeau, Jean-Marie Roland, visconde de la Platière, Gaetano Filangieri, y Arthur Young. Los miembros incluían a Niklaus Emanuel Tscharner y Vincenz Bernhard Tscharner. Su accionar decresió alrededor 1800, y la sociedad fue retomada en 1838 y todavía existe en 2016.
Fue también un reformista agrícola, y poseía dos granjas, una en Kirchberg y otra en Moosseedorf. Entrenó al educador pedagogo Johann Heinrich Pestalozzi en agricultura entre 1767 y 1768. Fue un miembro de la Sociedad Helvética.

## Otras lecturas
- Lebensgeschichte Herrn Johann Rudolf Tschiffeli, Stifter der ökonomischen Gesellschaft en Bern, por Sigmund Wagner von Bern, Stäpfli, 1808
- Johann Rudolf Tschiffeli, 1716-1780: ein Patriota und Menschenfreund, por Hermann Wahlen, Un. Francke, 1940
- Allgemeine Deutsche Biographie: [http://de.wikisource.org/wiki/ADB:Tschiffeli,_Johann_Rudolf Archivado el 3 de mayo de 2009 en Wayback Machine.